# 淵垣駅
淵垣駅（ふちがきえき）は、京都府綾部市渕垣町林ノ下にある、西日本旅客鉄道（JR西日本）舞鶴線の駅である。
舞鶴線の駅では最も遅く開業した駅である。綾部市内の交通案内などでは「渕垣駅」という表記も見られる。

## 歴史
- 1960年（昭和35年）3月29日：国鉄舞鶴線の綾部駅 - 梅迫駅間に新設開業[1][3]。気動車の旅客のみを取り扱う駅員無配置駅[4]。
- 1987年（昭和62年）4月1日：国鉄分割民営化により西日本旅客鉄道の駅となる[1]。
- 1991年（平成3年）4月1日：舞鶴鉄道部発足により、その管轄となる。
- 2006年（平成18年）7月1日：舞鶴鉄道部廃止に伴い福知山支社直轄に戻され、西舞鶴駅の被管理駅となる。
- （時期不明）：管理駅が西舞鶴駅から綾部駅へ移転したことにより、綾部駅の被管理駅となる。
- 2022年（令和4年）
  - 6月1日：管理駅が綾部駅から福知山駅へ変更となる。
  - 10月1日：組織改正により、近畿統括本部福知山管理部の管轄となる。

## 駅構造
東舞鶴方面に向かって右側に単式ホーム1面1線のを持つ地上駅（停留所）。舞鶴線内で唯一交換設備がない駅である。綾部駅管理の無人駅で駅舎やトイレはなく、直接ホームに入る形になっている。また、自動券売機も設置されていない。棒線構造のため、東舞鶴方面行きと綾部方面行きの双方の列車が同一ホームに入線する。隣駅の綾部駅とは5.3キロと長く、梅迫駅とは、2.9キロと短い。

## 利用状況
2023年度の1日当たりの利用者数は376人。1日の平均乗車人員は以下の通りである。
| 年度               | 1日平均 乗車人員 |
| ------------------ | ---------------- |
| 1999年（平成11年） | 101              |
| 2000年（平成12年） | 88               |
| 2001年（平成13年） | 104              |
| 2002年（平成14年） | 104              |
| 2003年（平成15年） | 93               |
| 2004年（平成16年） | 110              |
| 2005年（平成17年） | 126              |
| 2006年（平成18年） | 140              |
| 2007年（平成19年） | 118              |
| 2008年（平成20年） | 115              |
| 2009年（平成21年） | 99               |
| 2010年（平成22年） | 99               |
| 2011年（平成23年） | 96               |
| 2012年（平成24年） | 96               |
| 2013年（平成25年） | 107              |
| 2014年（平成26年） | 132              |
| 2015年（平成27年） | 156              |
| 2016年（平成28年） | 167              |

## 駅周辺
国道27号沿いにある駅の1つであり、駅裏側を八田川が流れる。駅前広場は無いが、送迎車用のロータリーとの間には屋根付きの駐輪場が設けられている。ロータリーは淵垣交差点に隣接しており、そのすぐ北には踏切と岩神橋がある。オムロンの事業所・ゴルフ練習場・金融機関の支店は国道27号沿いに、工業団地は駅北西側にそれぞれ所在する。
- オムロン綾部事業所
- 綾部カントリー倶楽部
- 綾部工業団地
- 綾部市工業団地
- 渕垣丹和ゴルフ - ゴルフ練習場
- JA京都にのくに八田支店
- 京都北都信用金庫渕垣支店
- 国道27号
- 京都府道484号淵垣上八田線
- あやべ市民バス（あやバス）「渕垣駅」停留所 - 西八田線・黒谷線（京都府道484号線沿い）
- 八田川
  - 岩神橋 - 八田川に架かる橋の1つ。

## 隣の駅
西日本旅客鉄道（JR西日本）
 舞鶴線
綾部駅 – 淵垣駅 – 梅迫駅